# 吴文祺
吴文祺（1901年—1991年），本姓朱，笔名朱凤起、吴敬铭等，男，浙江海宁人，中国语言学家、文学评论家、政治人物，复旦大学教授，上海市政协原副主席，中国农工民主党中央委员会原常务委员。